# Eugène Viollet-le-Duc
Eugène Emmanuel Viollet-le-Duc (n. 27 ianuarie 1814 – d. 17 septembrie 1879) a fost un arhitect francez renumit mai ales pentru restaurarea edificiilor medievale. Este unul dintre cei care au pus bazele arhitecturii moderne, lucrarea sa „Entretiens sur l'architecture” (1863) influențând direct pe mulți dintre arhitecții curentului „Art nouveau”.
El a lansat teoria conform căreia o clădire nu trebuie sa fie realizată plecând de la funcționalitate ci de la forma sa, la crearea ei să nu fie folosite elemente inutile, iar la construcție se pot folosi și alte materiale în afară de piatră, ca metalul și sticla.
În vederea restaurării unor edificii istorice, Carol I al României l-a solicitat pe Le-Duc, care a refuzat însă din pricina vârstei înaintate, dar l-a recomandat pe discipolul său, André Lecomte du Noüy.

## Lucrări de restaurare

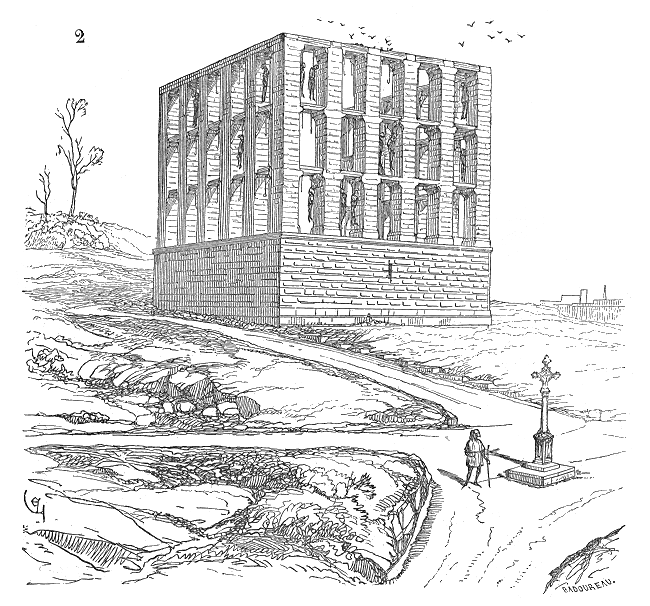
„Furcile sinistre” (spânzurătoare, în) în cartierul Montfaucon din Paris, gravură de Eugène Viollet-le-Duc.

Eugène Viollet-le-Duc a efectuat numeroase lucrări de restaurare a unor clădiri celebre, unele dintre ele fiind în prezent monumente istorice.

### Biserici
- Bazilica Sf. Maria Magdalena din Vézelay
- St. Martin din Clamecy
- Catedrala Notre-Dame de Paris
- Sainte-Chapelle din Paris
- Bazilica St. Denis de lângă Paris
- St. Louis din Poissy
- Notre-Dame din Semur-en-Auxois
- Bazilica St. Nazarius și St. Celsus din Carcassonne
- Bazilica St. Sernin din Toulouse
- Notre-Dame din Lausanne, Elveția

### Primării
- Saint-Antonin-Noble-Val
- Narbonne

### Castele
- Castelul Roquetaillade, Bordeaux
- Castelul Pierrefonds
- Fortăreața din Carcassonne
- Castelul Coucy
- Antoing, în Belgia
- Castelul Vincennes, Paris